# Región Tierra Caliente (Guerrero)
La región de Tierra Caliente es una de las siete regiones socioeconómicas que conforman el estado de Guerrero, ubicado en el suroeste de México. Es parte de la región de Tierra Caliente conformada por el Estado de México, Guerrero y Michoacán.

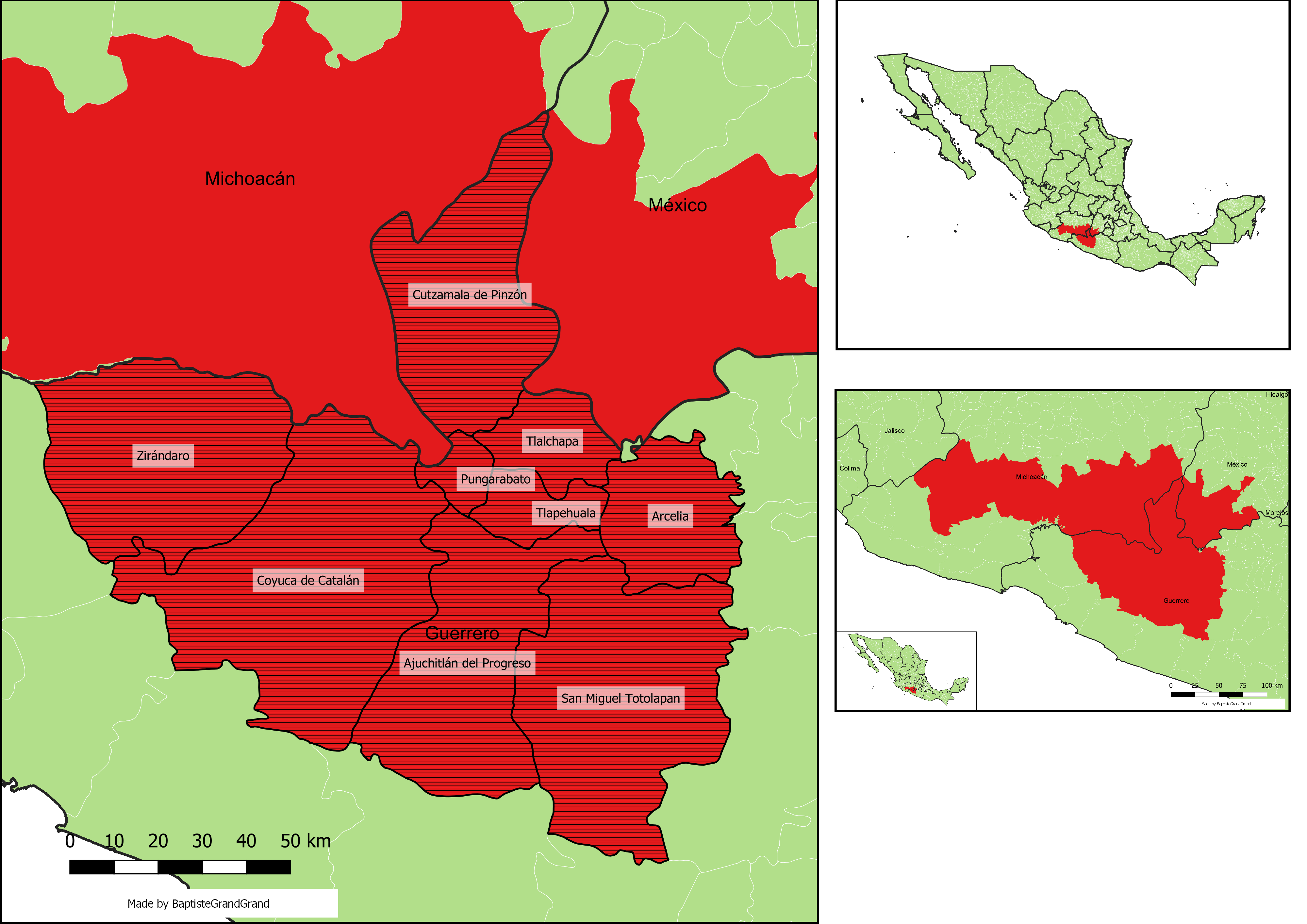
Mapa de la subdivisión municipal dentro de la región Tierra Caliente en Guerrero.

Se ubica en la parte noroeste del estado, colindando al noroeste y al oeste con el estado de Michoacán, al norte con el Estado de México, al este con la Región Norte del estado, al sureste con la Región Centro, y al sur y suroeste con la región Costa Grande.

## Geografía

### Ubicación
En Guerrero, la región de Tierra Caliente se ubica al noroeste de la entidad. Los límites territoriales de toda la región son: al norte con el estado de Michoacán y el Estado de México, al noreste con el Estado de México y la región Norte, al noroeste con el estado de Michoacán, al oeste con la región de la Costa Grande y Michoacán, al oriente con la región Norte y Centro y al sur con la región de Costa Grande. Hacia el centro de la región, en concreto con la zona de la depresión del Río Balsas, el relieve es mayoritariamente un valle con características de bosque seco y plano oscilando su altura entre los 200 y 300 metros de altitud, mientras que más hacia el sur el terreno se muestra más accidentado y con mayor altitud por las estribaciones de la Sierra Madre del Sur con un clima templado. Las elevaciones que presentan la mayores altitudes son el cerro El Gallo con 1740 metros sobre el nivel del mar, el cerro Azul con 1660 m s. n. m., el cerro Tinoco con 1400 m s. n. m. y el cerro Chiquihuitero con 1340 m s. n. m.

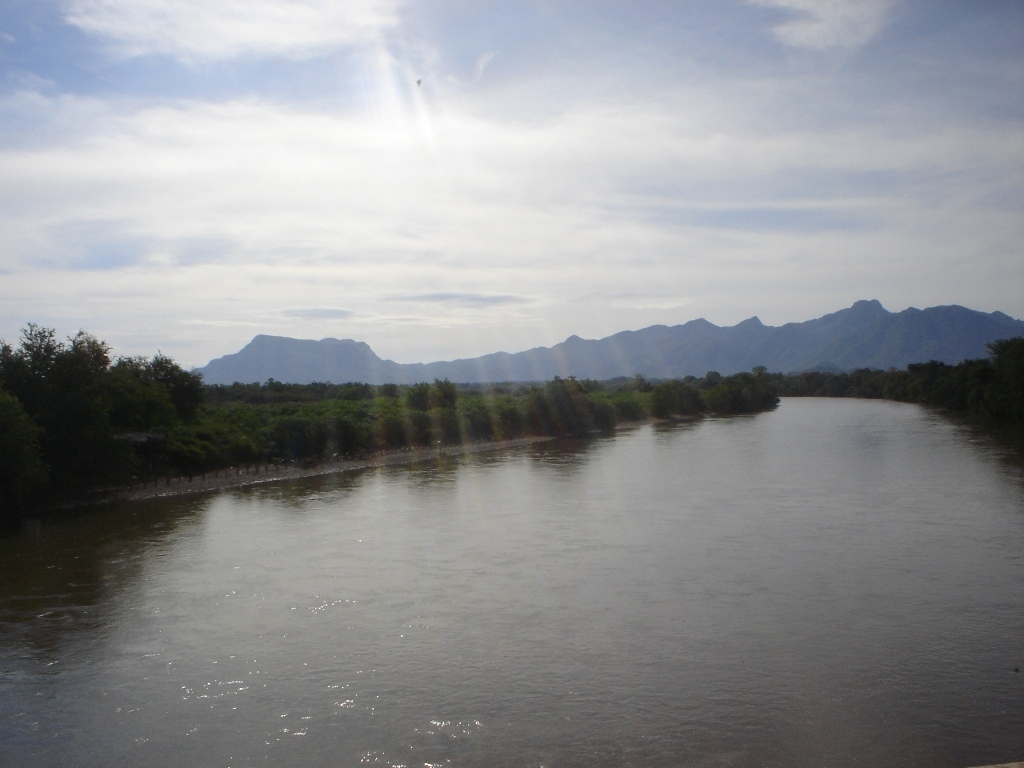
Vista del Río Balsas desde Coyuca de Catalán; uno de los ríos más importantes de Guerrero y de México con grandes afluentes.

### Clima
En la región Tierra Caliente en general la lluvia es escasa la mayor parte del año; la lluvia se presenta en los meses de verano; inicia a finales de mayo y termina a mediados de septiembre, con una precipitación promedio de 600 mm anuales; se han registrado valores inferiores a 400 mm en las áreas de menor altitud de los municipios de Zirándaro, Coyuca de Catalán, Arcelia, así como en Ciudad Altamirano.

### Humedad relativa
La humedad de la región es muy baja, inferior a 25%, excepto en temporada de lluvias, cuando se puede apreciar la sensación del aire húmedo (50%), pero la mayor parte del año el aire de la región es muy caliente y seco.

### Flora y fauna
- Flora: compuesta por mezquites, cuéramo, pino, encino, cedro, cedro rojo, huizache, cuirindal, cacanicua, parota, tepeguaje, ceiba, tepemesquite, palma, cascalote (destinado en su mayoría para la comercialización de la cerveza) y en su mayoría una gran variedad de cactus.[2]

- Fauna: ganado, caballos, mulas, burros, venado, zorro, armadillo, conejo, coyote, águila, cuervo, gavilán, codorniz, perico, urraca, víbora de cascabel, cuinique, carpa, mojarra, escorpión, tejón, iguana, cuija, puma, zopilote y tlacuache, jaguarundí, onza. Lagarto cornudo, phrynosoma, chachalaca, xoloitzcuintle, caimán, tilapia, langostino de agua dulce.[2]

## Municipios
La Región Tierra Caliente está compuesta por nueve municipios. La capital de la región es Coyuca de Catalán, mientras su ciudad más poblada es Ciudad Altamirano.
| Municipios de la Región Tierra Caliente |                         |                         |
| Clave                                   | Municipio               | Cabecera                |
| 003                                     | Ajuchitlán del Progreso | Ajuchitlán del Progreso |
| 007                                     | Arcelia                 | Arcelia                 |
| 022                                     | Coyuca de Catalán       | Coyuca de Catalán       |
| 027                                     | Cutzamala de Pinzón     | Cutzamala de Pinzón     |
| 050                                     | Pungarabato             | Ciudad Altamirano       |
| 054                                     | San Miguel Totolapan    | San Miguel Totolapan    |
| 064                                     | Tlalchapa               | Tlalchapa               |
| 067                                     | Tlapehuala              | Tlapehuala              |
| 073                                     | Zirándaro               | Zirándaro de los Chávez |

## Demografía

### Ciudades por población

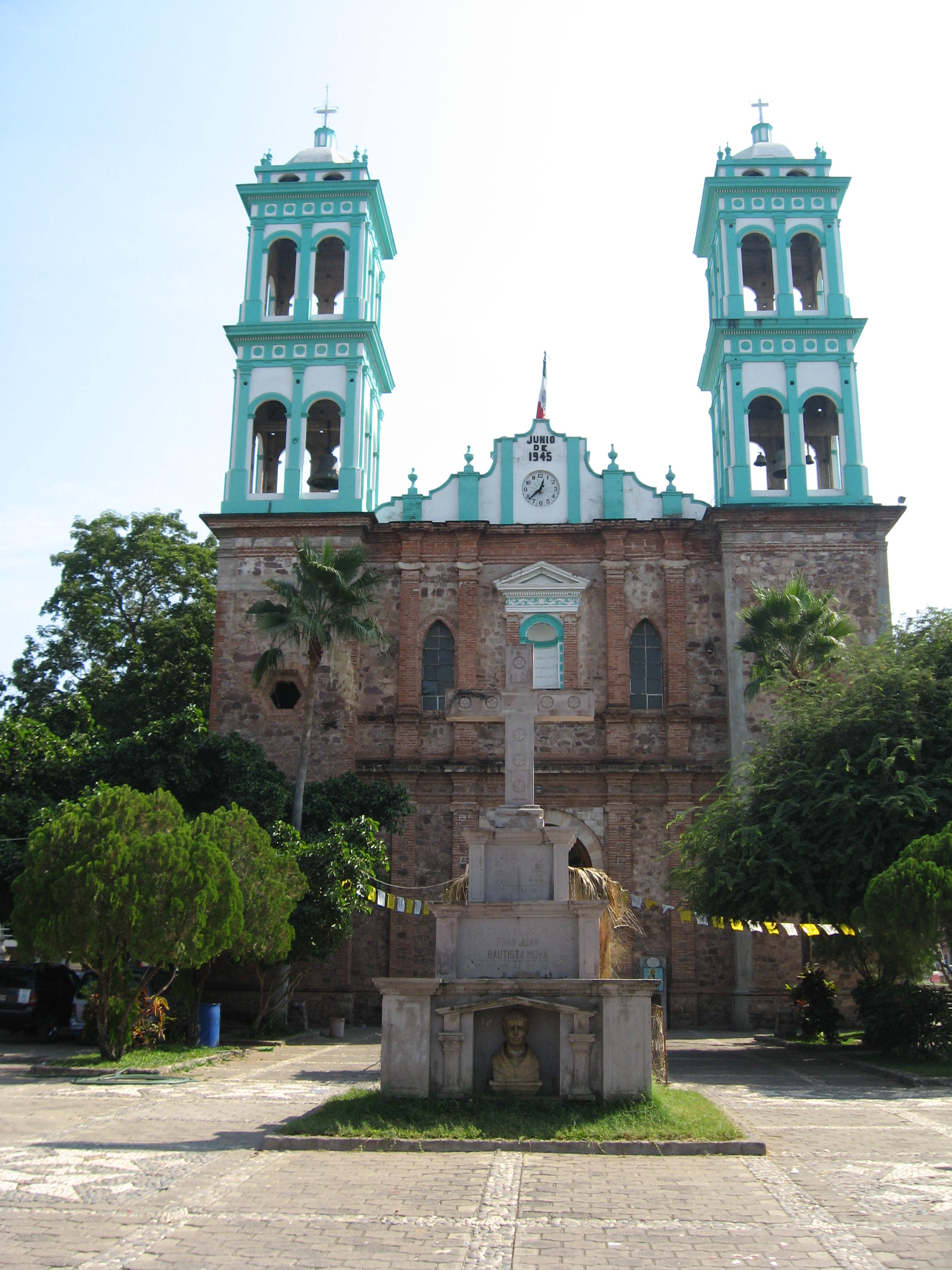
Catedral de San Juan Bautista en Ciudad Altamirano, sede de la diócesis, construida hacia el por Fray Juan Bautista Moya y a quién se le atribuye la evangelización de la región y de los actuales estados de Guerrero, Michoacán y Morelos.

Las siguientes ciudades que se enlistan son las más pobladas de la Tierra Caliente de Guerrero. De igual forma son las únicas en toda la región que sobrepasan los 5000 habitantes alcanzando la categoría de ciudad, según el censo de 2020 del INEGI.

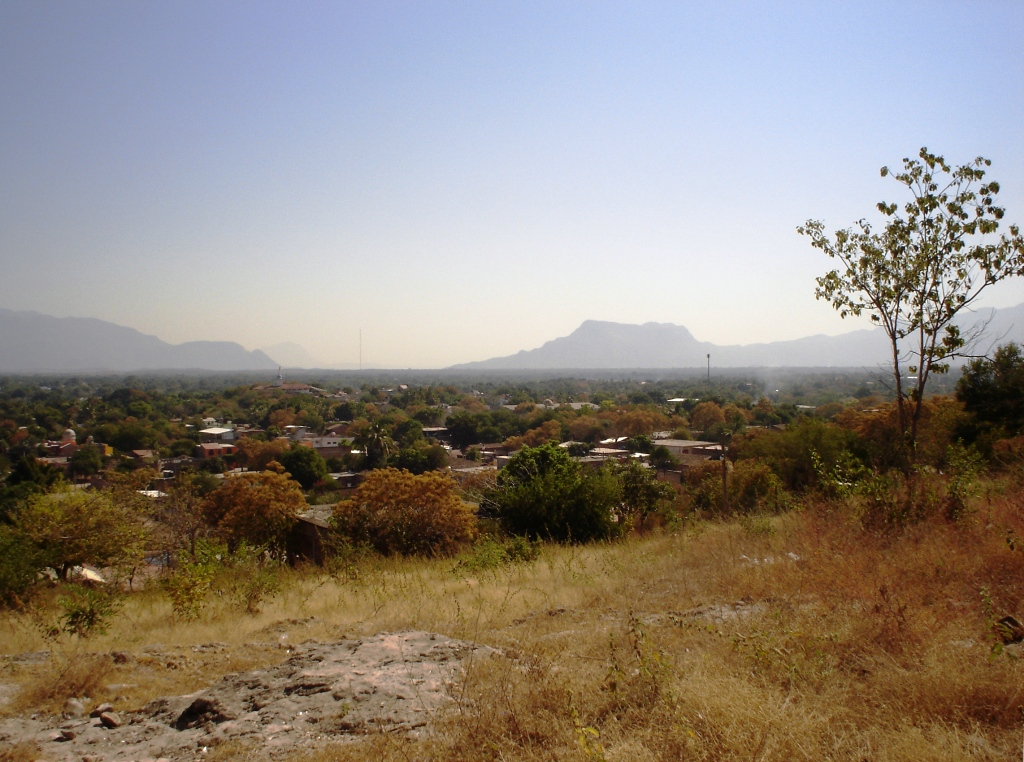
Vista panorámica de Coyuca de Catalán, una de las principales ciudades, datada del invierno de 2005 desde un pequeño cerro. Se observa la ciudad con la capilla de Cristo Rey y al fondo el valle que la rodea.

| Localidad         | Población |
| Ciudad Altamirano | 25 850    |
| Arcelia           | 22 534    |
| Tlapehuala        | 8 040     |
| Coyuca de Catalán | 7 276     |
| Ajuchitlán        | 6 537     |

### Municipios por población
A continuación se enlistan los municipios de Tierra Caliente de Guerrero por población, siendo Coyuca de Catalán el más poblado y Tlalchapa el menos poblado, según el Censo de Población y Vivienda 2020 por el INEGI.
| Municipio               | Población |
| Total Región            | 244 555   |
| Coyuca de Catalán       | 38 554    |
| Pungarabato             | 38 482    |
| Ajuchitlán del Progreso | 37 655    |
| Arcelia                 | 33 267    |
| San Miguel Totolapan    | 24 139    |
| Tlapehuala              | 22 209    |
| Cutzamala de Pinzón     | 20 537    |
| Zirándaro               | 18 031    |
| Tlalchapa               | 11 681    |

## Cultura
Crónicas de Tierra Caliente del Ing. Alfredo Mundo Fernández, y Cutzamala, magia de un pueblo del mismo autor, dicen que los grandes pueblos de la Tierra Caliente guerrerense (Ajuchitlán, Coyuca, Cutzamala, Tlalchapa, Totolapan y Zirándaro) fueron fundados por la sabia cultura de los mezcala según recientes investigaciones del INAH. 
Los mezcala, de la familia otomí y teotihuacana, llegan a la Tierra Caliente en 400 d. C. y empiezan a fundar pueblos desde Tepecoacuilco sobre las orillas del río Mezcala o Balsas; los construyen en lo alto de las lomas y ahí adoraban a los dioses, y como ejemplos clásicos son Cutzamala y Pungarabato el original. 
A fines del siglo XII, un grupo de Toltecas que huyó del incendio de Tula, narra el Códice Jucutácato, llega al hoy Cutzamala encabezados por una mujer legendaria y valiente llamada Cutzamalot; les enseñan la metalurgia y el tocado vistoso de las figuras. 

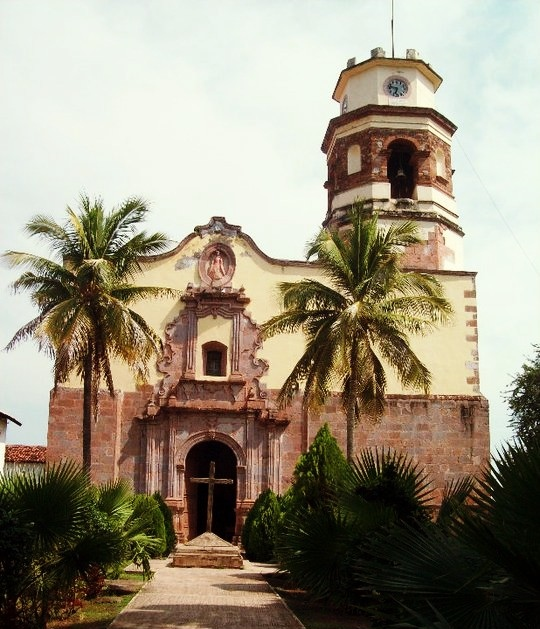
Iglesia de Cutzamala de Pinzón, de las primeras en ser construidas en el en la región.

Sigue diciendo el citado libro que en el siglo XV los Tarascos conquistan a los pueblos de Tierra Caliente que en el Códice "a Relación de Michoacán" del año 1538 le dice sus nombres antiguos: Apatzingani es Cutzamala, Pungarihuato es Pungarabato, Cuyucan es Coyuca, Sirándaro es Zirándaro y Tzacapuhoato es Zacapuato. El rey tarasco Tzitzipandacuare en el año 1480 instala en Apatzingani (hoy Cutzamala) una guarnición de diez mil guerreros de la Tierra Caliente, acompañados de tarascos, matlazincas y tlahuicas para defender a la Tierra Caliente, en su poder, de los aztecas que Axayácatl tenía en cinco fuertes de Oztuma. Esta guerra imperial entre Cutzamala y Oztuma fue del año 1480 al año 1520 en que los tarascos toman a los cinco fuertes aztecas. 

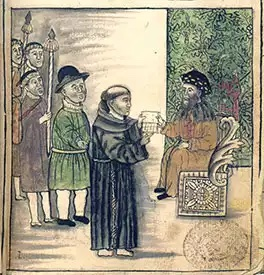
Miniatura de la primera lámina de la Relación de Michoacán; manuscrito que relata la consecución de la conquista del imperio de Michoacán y del occidente de Guerrero (Tierra Caliente).

Los citados libros del Ing. Alfredo Mundo Fernández dicen que en la guerra de Independencia participan activamente Cutzamala, Ajuchitlán, Tlalchapa y Zirándaro. En diciembre del año 1813, Morelos reúne en Cutzamala a sus oficiales los Generales Mariano Matamoros, Hermenegildo Galeana y Nicolás Bravo con 6900 hombres para atacar a Valladolid; luego en mayo del año 1815, el Generalísimo Morelos festeja solemnemente en Cutzamala el Día de Corpus, escuchando misa en la monumental iglesia junto al padre Fray Tomás Pons que la oficia; en la tarde admira la Procesión en la plaza y al día siguiente le ofrecen un banquete. 
En la Reforma destaca Cutzamala con el Sitio del año 1860, de mayo a junio, al que asisten 4500 hombres de la División del Sur del Gral. Diego Álvarez para desalojar a los Conservadores. El presidente Benito Juárez estuvo al pendiente del éxito de ese sitio que fue uno de los más importantes de la Reforma. En la Revolución Mexicana participan todos los pueblos de la Tierra Caliente guerrerense. 
En el siglo XIX, surgen el gusto y el son como resultado de la unión de elementos musicales llegados de España con los de México, dicen los libros del Ing. Mundo Fernández, gracias al ingenio del célebre corralense Maestro Juan Bartolo Tavira de Corral Falso en Ajuchitlán. La primera composición de ese género, de su autoría, fue el Gusto Federal con vivencias de su juventud en las fuerzas del Gral. José María Arteaga en Huetamo. El Maestro Juan Bartolo tiene muchísimas composiciones e influye en su seguidor el Maestro Isaías Salmerón y otros. 
Destacan el Dr. Ignacio Chávez de Zirándaro, fundador del Instituto de Cardiología Ignacio Chávez; el Dr. Eusebio S. Almonte de Cutzamala como periodista, poeta y revolucionario; políticos de Coyuca como Ezequiel Padilla, Carlos Román Celis; otro político de Ajuchitlán fue José Inocente Lugo; en Tlalchapa los escritores y Maestros Victoriano Agüeros y Celedonio Serrano, etc. 
Mientras que la Ciudad Altamirano destaca como el centro comercial más importante de la región, Cutzamala lo hace como un centro histórico y cultural con sus bellas casonas vernáculas que han causado admiración en la secretaría de Turismo y en el Instituto Nacional de Antropología e Historia, además de su hermosísima iglesia a la que Morelos calificó como la mejor de Tierra Caliente y construida del año 1555 al año 1565, de arquitectura plateresca, tipo castillo feudal. Cutzamala tramita el nombramiento de Pueblo Mágico.
Los "sones y gustos calentanos", típicos en la región, acompañados del violín, la guitarra y la tamborita calentana, representan la música tradicional de la Tierra Caliente.
Los calentanos utilizan algunas palabras que los identifican en el país, entre ellas las más comunes son "cocho" y "guache". La primera posee diversos significados según la forma en que se emplee, y la segunda se usa como una analogía de "niño".